# Brazo del transepto

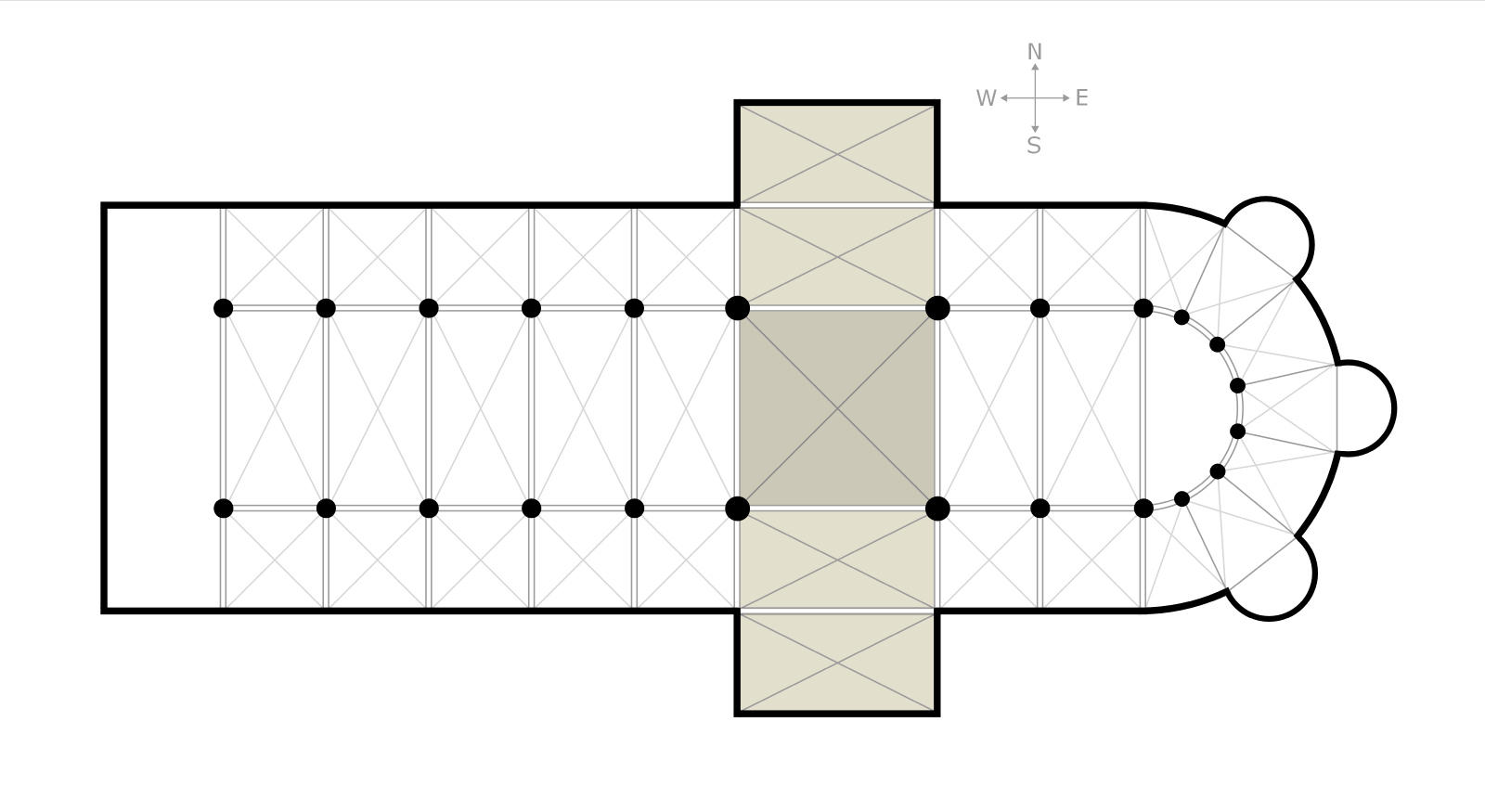
Planta típica de una iglesia con su transepto compuesto por un crucero (en gris oscuro) y dos brazos, norte y sur (en gris claro).

Un brazo del transepto, en arquitectura, es uno de los dos brazos del transepto de una iglesia, perpendicular a la nave y al coro. Como la mayoría de las iglesias están orientadas, los historiadores del arte distinguen entre los brazos norte y sur.
En la arquitectura románica la disposición habitual de la iglesia tiene la tipología de cruz latina, siendo el transepto de mayor longitud que la anchura de la nave, de forma que los brazos sobresalen lateralmente. Posteriormente en la arquitectura gótica se tendió a igualar la longitud del transepto y la anchura global de las naves, de manera que dejó de apreciarse exteriormente su existencia, aunque excepcionalmente, en el gótico inglés los transeptos siguieron una gran amplitud durante todo el periodo gótico, siendo más corriente la existencia de un doble transepto. 
En escultura, los términos transepto y brazos del transepto designan la(s) parte(s) horizontal(es) de un calvario perpendicular a su fuste: la mayoría de los calvarios tienen una cruz única o simple, aunque existen calvarios más complejos con varios brazos (que recuerdan, por ejemplo, a una cruz de Lorena).